# Ainhoa Moraza
Ainhoa Vicente Moraza (San Sebastián, País Vasco, España; 20 de agosto de 1995), más conocida por su apellido materno Moraza, es una futbolista española. Juega de defensa por cualquiera de las dos bandas, y destaca por su velocidad. Su equipo actual es la Real Sociedad de la Primera División Femenina de España. Es internacional absoluta desde 2020.
Ha ganado una liga con el Athletic Club y una Copa de la Reina con el Atlético de Madrid.

## Trayectoria

### Inicios: Añorga y Real Sociedad
Empezó a jugar al fútbol por su hermano, que jugaba en el Antiguoko y en los descansos de los partidos Moraza y la hermana de otro jugador salían al campo a jugar; al mismo tiempo practicaba atletismo. A los 11 años superó una prueba de acceso del Añorga y tuvo que elegir entre el fútbol y el atletismo, decantándose por el primero porque le apetecía más un deporte de equipo. Debutó con el primer equipo en 2012. 
Ese verano fichó por la Real Sociedad, con la que debutó en Primera División el 1 de septiembre con derrota por 4-3 ante el Rayo Vallecano. En su primera temporada jugó 21 de los 30 partidos de liga, 18 de ellos como titular, y fueron décimas.
En su segunda temporada marcó su primer gol en la máxima categoría, en la victoria por 2-0 sobre el Sant Gabriel. Jugó 25 partidos de liga, 15 de ellos como titular y fueron séptimas, por lo que se clasificaron para disputar la Copa de la Reina, en la que fueron eliminadas en primera ronda por el F. C. Barcelona.
En la temporada 2014-2015 jugó todos los partidos, siendo titular en todos menos en uno de ellos, y marcó 3 goles. Sus buenas actuaciones la llevaron a estar nominada a los Premios Fútbol Draft entre las cinco mejores laterales derecho jóvenes de España. No obstante, la Real Sociedad cayó hasta el undécimo puesto de la liga.

### Consolidación en el Athletic Club

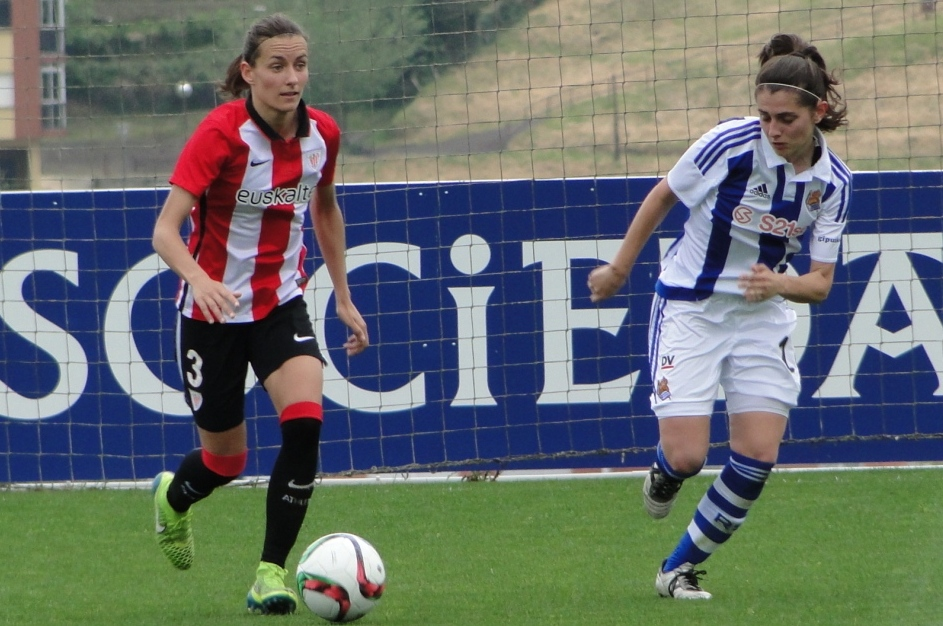
Ainhoa Moraza en 2016

Tras tres temporadas pasó al Athletic Club, debutando el 13 de septiembre de 2015 en la segunda jornada de liga con victoria por 3-2 ante el Valencia. Tuvo buenas actuaciones, destacando su papel ante el vigente campeón y favorito, el Barcelona. Su primer gol llegó el 1 de noviembre en la goleada por 5-1 sobre Fundación Albacete, partido en el que además dio la asistencia del primer tanto. En su primera temporada jugó 26 partidos y marcó 3 goles, y ganó la liga. Ese año fue elegida en el Once de Oro de Fútbol Draft. En la Copa de la Reina cayeron en cuartos de final ante el Levante.
En la temporada 2016-2017 debutó en la Liga de Campeones, siendo derrotadas en los 1/16 de final por el Fortuna Hjørring danés, tras ganar 2-1 en el partido de ida disputado en San Mamés, y caer eliminadas en la prórroga de la vuelta por 3-1. Moraza jugó todos los partidos de liga, y retrasó su posición en el campo debido a una lesión de Iraia Iturregi. Terminaron el campeonato en quinta posición. En la Copa de la Reina fueron eliminadas en cuartos de final por el Valencia. 
El siguiente año volvió a disputar todos los encuentros, y el Athletic terminó la liga en tercera posición. En la Copa llegaron a los cuartos de final, donde cayeron en la tanda de penaltis ante el Barcelona.
La temporada 2018-2019 siguió siendo titular y disputó 29 partidos de liga, en los que el Athletic acabó en quinta posición. En la Copa de la Reina cayeron en cuartos de final ante el Atlético de Madrid en un multitudinario encuentro en San Mamés.
En septiembre de 2019 se convirtió en la primera jugadora del Athletic en jugar 100 partidos consecutivos. En su quinta campaña con el equipo vizcaíno jugó 17 partidos antes de que la competición se detuviese por la pandemia de Covid-19. Sus buenas actuaciones la llevaron a debutar con la selección española. Repitieron quinta plaza y en la Copa alcanzaron las semifinales, en las que cayeron en la tanda de penaltis ante el E. D. F. Logroño.
En la temporada 2020-2021 jugó 32 de los 34 partidos de liga, y causó baja por contraer Covid-19. El Athletic tuvo una pobre actuación y quedó en undécimo puesto, por lo que no se clasificó para la competición copera.
En su último año en Bilbao mejoraron un poco los resultados y lograron terminar en séptima posición en liga, en los que Moraza jugó 28 de los 30 encuentros. En la Copa de la Reina fueron eliminadas en octavos de final por el Sevilla. 
En el Athletic permaneció 7 temporadas, disputó 208 partidos, y llegó a ser una de las capitanas del equipo.

### Atlético de Madrid
Tras siete años en el club vizcaíno fichó por el Atlético de Madrid, que en el anuncio de su fichaje destacó que «aunque su posición natural es la de lateral izquierdo, sus condiciones le hacen tener la capacidad de adaptarse también al carril diestro. Moraza destaca por su velocidad, su agresividad en defensa y su proyección en ataque.» Debutó siendo titular el 17 de septiembre de 2022 en el primer partido de liga ante el Sevilla F.C. con victoria por 1-3, con un pase en profundidad que originó uno de los goles. La temporada fue muy irregular y acabaron en cuarta posición en liga, pero ganaron la Copa de la Reina en cuya final fue titular.
En la temporada 2023-24 mantuvo la titularidad en el equipo, desempeñándose principalmente en el lateral derecho. En el mes de enero cayeron eliminadas en la semifinal de la Supercopa y en el mes de febrero tuvieron varios duelos directos en liga en los que no se obtuvieron buenos resultados y se distanciaron de los puestos de cabeza. Tras la eliminación de Copa den semifinales y un mal resultado liguero Manolo Cano fue destituido y lo sustituyó el entrenador del segundo filial Arturo Ruiz. Con el cambio encadenaron varias victorias consecutivas y finalmente lograron el objetivo de clasificarse para la Liga de Campeones tras ser terceras en liga.
En la temporada 2024-25 fue nombrada capitana. Siguió siendo titular indiscutible, jugó 29 de los 30 partidos de liga, y marcó su único gol en el equipo. El Atlético de Madrid, dirigido este año por Víctor Martín, se clasificó para la Liga de Campeones en la última jornada y alcanzó la final de la Copa de la Reina, aunque cayó en la ronda previa de la competición europea y en la semifinal de la Supercopa. Al final de liga se anunció su salida del club por motivos familiares tras disputar 94 partidos con el equipo.

### Vuelta a la Real
El 1 de julio de 2025 se hizo oficial su regreso a la Real Sociedad.

## Selección nacional
En sus inicios jugó con las categorías juveniles del País Vasco y jugó con la selección absoluta, pero no jugó con las categorías juveniles de la selección española.
En febrero de 2020 fue convocada para la selección de España para jugar la Copa SheBelieves 2020, y debutó el 5 de marzo conta Japón y volvió  a jugar contra Inglaterra, y fue protagonista de una acción en la que robó el balón en el centro del campo y regateó a dos defensoras inglesas hasta plantarse delante de la guardameta inglesa, que detuvo su disparo. En 2020 volvió a jugar en un partido clasificatorio para la Eurocopa ante la República Checa, con victoria por 4-0.
En septiembre de 2021 jugó un partido clasificatorio para el Mundial de 2023 con victoria por 0-7 ante Hungría, así como otro amistoso ante Marruecos un mes después. Fue convocada en la primera lista de seleccionadas para la Eurocopa de 2022. pero formó parte de las jugadoras descartadas. En septiembre de 2022 volvió a jugar un partido clasificatorio para el Mundial, con victoria por 5-0 sobre Ucrania.

## Estadísticas

### Clubes
Actualizado al último partido jugado el 7 de junio de 2025.
| Club                        | Div.                | Temporada     | Liga  | Liga  | Liga   | Copas nacionales | Copas nacionales | Copas nacionales | Copas internacionales | Copas internacionales | Copas internacionales | Total | Total | Total  | Media goleadora |
| Club                        | Div.                | Temporada     | Part. | Goles | Asist. | Part.            | Goles            | Asist.           | Part.                 | Goles                 | Asist.                | Part. | Goles | Asist. | Media goleadora |
| --------------------------- | ------------------- | ------------- | ----- | ----- | ------ | ---------------- | ---------------- | ---------------- | --------------------- | --------------------- | --------------------- | ----- | ----- | ------ | --------------- |
| Real Sociedad · España      |                     |               |       |       |        |                  |                  |                  |                       |                       |                       |       |       |        |                 |
| 1ª D.                       | 2012-13             | 21            | 0     |       | -      | -                | -                | -                | -                     | -                     | 21                    | 0     |       | -      |                 |
| 1ª D.                       | 2013-14             | 25            | 1     |       | 2      | 0                | 0                | -                | -                     | -                     | 27                    | 1     |       | 0.04   |                 |
| 1ª D.                       | 2014-15             | 30            | 3     |       | -      | -                | -                | -                | -                     | -                     | 30                    | 3     |       | 0.10   |                 |
| Total Real Sociedad         | Total Real Sociedad | 76            | 4     |       |        |                  |                  |                  |                       |                       | 78                    | 4     |       | 0.05   |                 |
| Athletic Club · España      |                     |               |       |       |        |                  |                  |                  |                       |                       |                       |       |       |        |                 |
| 1ª D.                       | 2015-16             | 26            | 3     | 1+    | 1      | 0                | 0                | -                | -                     | -                     | 27                    | 3     | 1+    | 0.11   |                 |
| 1ª D.                       | 2016-17             | 30            | 1     |       | 1      | 0                | 0                | 2                | 0                     | 1                     | 33                    | 0     | 1+    | -      |                 |
| 1ª D.                       | 2017-18             | 30            | 0     | 1     | 3      | 0                | 1                | -                | -                     | -                     | 33                    | 0     | 2     | -      |                 |
| 1ª D.                       | 2018-19             | 30            | 2     | 1     | 2      | 0                | 0                | -                | -                     | -                     | 32                    | 2     | 1     | 0.06   |                 |
| 1ª D.                       | 2019-20             | 18            | 0     | 1     | 3      | 0                | 0                | -                | -                     | -                     | 21                    | 0     | 1     | -      |                 |
| 1ª D.                       | 2020-21             | 32            | 2     | 1     | -      | -                | -                | -                | -                     | -                     | 32                    | 2     | 1     | 0.06   |                 |
| 1ª D.                       | 2021-22             | 28            | 0     | 1     | 2      | 0                | 0                | -                | -                     | -                     | 30                    | 0     | 1     | -      |                 |
| Total Athletic Club         | Total Athletic Club | 194           | 8     | 6+    | 12     | 0                | 1                | 2                | 0                     | 1                     | 208                   | 8     | 8+    | 0.04   |                 |
| Atlético de Madrid · España | 1.ª                 | 2022-23       | 27    | 0     | 0      | 3                | 0                | 0                | -                     | -                     | -                     | 30    | 0     | 0      | -               |
| Atlético de Madrid · España | 1.ª                 | 2023-24       | 25    | 0     | 1      | 4                | 0                | 0                | -                     | -                     | -                     | 29    | 0     | 1      | -               |
| Atlético de Madrid · España | 1.ª                 | 2024-25       | 29    | 1     | 1      | 5                | 0                | 0                | 1                     | 0                     | 0                     | 35    | 1     | 1      | 0.03            |
| Atlético de Madrid · España | Total club          | Total club    | 81    | 1     | 2      | 12               | 0                | 0                | 1                     | 0                     | 0                     | 94    | 1     | 2      | 0.01            |
| Total carrera               | Total carrera       | Total carrera | 350   | 13    | 8+     | 26               | 0                | 1                | 3                     | 0                     | 1                     | 381   | 13    | 10+    | 0.03            |
| 1. 2. 3.                    |                     |               |       |       |        |                  |                  |                  |                       |                       |                       |       |       |        |                 |

### Selección
Actualizado al último partido jugado el 6 de septiembre de 2022.
| Selecciones | Año   | Continental(4) | Continental(4) | Continental(4) | Mundial | Mundial | Mundial | Amistosos (5) | Amistosos (5) | Amistosos (5) | Total | Total | Total  | Media goleadora |
| Selecciones | Año   | Part.          | Goles          | Asist.         | Part.   | Goles   | Asist.  | Part.         | Goles         | Asist.        | Part. | Goles | Asist. | Media goleadora |
| --- | ----- | -------------- | -------------- | -------------- | ------- | ------- | ------- | ------------- | ------------- | ------------- | ----- | ----- | ------ | --------------- |
| Abs. | 2020  | 1              | 0              | 0              |         |         |         | 2             | 0             | 0             | 3     | 0     | 0      | 0               |
| Abs. | 2021  |                |                |                | 1       | 0       | 0       | 1             | 0             | 0             | 2     | 0     | 0      | 0               |
| Abs. | 2022  |                |                |                | 1       | 0       | 0       |               |               |               | 1     | 0     | 0      | 0               |
| Abs. | Total | 1              | 0              | 0              | 2       | 0       | 0       | 3             | 0             | 0             | 6     | 0     | 0      | 0               |
| (4) Se incluyen Campeonatos Europeos y sus fases de Clasificación. (5) Sólo se incluyen partidos contra selecciones nacionales. |       |                |                |                |         |         |         |               |               |               |       |       |        |                 |

## Palmarés

### Títulos nacionales
| Título                              | Club               | País   | Año     |
| ----------------------------------- | ------------------ | ------ | ------- |
| Primera División Femenina de España | Athletic Club      | España | 2015-16 |
| Copa de la Reina                    | Atlético de Madrid | España | 2022-23 |